# Катио (город)
Катио (порт.  Catió) — город на юго-западе Республики Гвинеи-Бисау, в округе Томбали. Административный центр округа Томбали и одноимённого сектора с населением в 27 тысяч человек, население собственно города Катио составляет 9800 жителей. В секторе Катио находится около 100 небольших сельских поселений-деревень (Tabancas). В его состав также входят два острова — Кольбер (Ilheu de Colbert) с 2 населёнными пунктами и Инфанда (Ilha de Infanda) с поселением, населённым 969 жителями. В местечке Куфар (Cufar) расположен аэродром.

## История
Во время войны за независимость в Португальской Гвинее в 1963—1974 годы сектор Катио был одним из наиболее задействованных командованием португальских колониальных войск для проведения военных операций.
В Катио родился Батиста Тагме На Вайе (1949—2009) — генерал, командующий вооружёнными силами Гвинеи-Бисау.

## Экономика и природа
В секторе Катио основой экономики является сельское хозяйство. Здесь выращиваются такие культуры, как рис, маниока, манго, производится пальмовое масло. По берегам рек значение имеет рыбная ловля.
Южнее города Катио находится природоохранная зона — Национальный парк Кантаньес (Parque Nacional de Cantanhez). Удалённое от центра страны местоположение и слабое развитие транспортной сети позволило сохранить на территории Национального парка практически первозданные природные условия для жизни тропической флоры и фауны. Здесь, на охраняемой территории в 1.057 км² обитают многочисленные представители эндемических видов млекопитающих, рептилий и пернатых. Этот природный заповедник входит, согласно оценке WWF, в число 12 наиболее значимых эко-регионов на планете. В Национальном парке Кантаньес заняты обученные охранники и экскурсоводы, сопровождающие немногочисленных туристов вдоль строго ограниченных маршрутов.

## Города-партнёры
- Португалия: Анадия
- Португалия: Санта-Мария-да-Фейра